# غو هاتانو
غو هاتانو (باليابانية: 波多野豪)، من مواليد 25 مايو 1998م، وهو لاعب كرة قدم ياباني، يلعب مركز حارس المرمى، شارك مع زملائه في التشكيلة الثابتة لبطولة كأس العالم تحت 20 سنة والتي أستضافته كوريا الجنوبية سنة 2017م.